# Velká Buková
Velká Buková é uma comuna checa localizada na região da Boêmia Central, distrito de Rakovník.